# Zizaniopsis miliacea
Espèce
Zizaniopsis miliacea est une espèce de plantes à fleurs de la famille des Poaceae. Il est couramment dénommé « giant cutgrass », « water millet », ou « southern wildrice ». La dénomination « giant cutgrass » (herbe géante coupée) se réfère aux grandes feuilles aux bords rugueux de la plante, et le nom de southern wildrice (riz sauvage du sud) fait référence à sa ressemblance avec le riz sauvage du genre Zizania. Il est originaire du sud-est des États-Unis et on le trouve également dans le centre du Mexique.

## Description
Cette graminée vivace pousse à partir de rhizomes et produit des tiges atteignant 4 mètres de haut et 3,5 centimètres de large. Les tiges s'enracinent aux nœuds en contact avec le substrat. Il se propage également via des stolons fonctionnels (tiges racinaires décombantes) et des bourgeons végétatifs qui émergent des tiges,. Les feuilles bleu-vert peuvent atteindre 1 m de long et 3 cm de large. Les panicules peuvent dépasser 80 cm de long et atteignent généralement 20 cm de large.

## Répartition et habitat
Cette plante pousse dans les habitats aquatiques, comme les marais et les berges des rivières. On la trouve également dans les anciennes rizières. Cette herbe forme de grandes colonies en se propageant via ses tiges et ses rhizomes en forme de stolons. Il pousse en eau douce et saumâtre, et tolère une certaine salinité. Il est parfois planté pour lutter contre l'érosion dans les zones humides. Les grandes étendues de cette plante sont parfois considérées comme une nuisance, car elles constituent un « habitat faunique médiocre ». Cependant, il fournit des sites de nidification, un abri et de la nourriture aux animaux.